# Aitana Mas
Aitana Joana Mas i Mas, née le 2 juillet 1990 à Crevillent, est une ingénieure civile et femme politique espagnole membre de Compromís.
Elle devient vice-présidente du conseil de la Généralité valencienne en juin 2022.